# Sarah Flower Adams
Sarah Flower Adams (Old Harlow, 22 de fevereiro de 1805 – Grande Londres, 14 de agosto de 1848) foi uma poetisa inglesa.

## Infância e família
Sarah Fuller Flower nasceu em Old Harlow, Essex, Inglaterra, e foi a filha mais nova de Benjamin Flower, editor e irmã da compositora Eliza Flower.

## Carreira
Seu trabalho mais longo é Vivia Perpetua, A Dramatic Poem (1841), que tem como tema a vida dos Cristãos Primitivos.
Sarah foi uma Unitariana e escreveu vários hinos durante sua vida, inclusive "Mais perto quero estar", que tem uma significância histórica por ter sido tocado por oito músicos durante o naufrágio do RMS Titanic em 14 de Abril 1912.